# Comis
Comisul era un titlu de dregător în Evul Mediu românesc.
Conform opului Descrierea Moldovei a lui Dimitrie Cantemir, comisul cel mare (echivalent: mai marele grajdurilor) avea „sub supravegherea sa toate grajdurile domnești, hamurile cailor, pe slugile lor, pe potcovari și pe rotari”. El se număra printre boierii de divan din întâia stare, încasa de la fiecare moară de apă, la fiecare trei ani o dajdie pentru folosul său personal. Tot Cantemir scria despre comisul al doilea, dregător care era locțiitorul comisului cel mare, având printre îndatoriri vegherea grajdurilor domnești și înseuarea calului domnului când acesta dorea să călărească. Comisul al treilea avea îndeletniciri identice cu al doilea.
Echivalentul latin în actele oficiale era agazonum magister sau supremus stabuli praefectus.